# Regla de Ephraim-Fajans
La regla de Ephraim-Fajans es una regla empírica enunciada tras realizar observaciones de la solubilidad de distintas sales, especialmente tras el estudio de los haluros alcalinos, y establece que sales con iones de radio próximo son relativamente poco solubles.
La regla se nombra en reconocimiento de F. Ephraim y del físicoquímico estadounidense de origen polaco Kasimir Fajans (1887–1975).
En la siguiente tabla se muestran datos de solubilidad (en agua a 18 °C. Datos en mol/1000 g H2O) de sales de haluros alcalinos en agua. Pese a que algunos datos corresponden a sales hidratadas, en ella se observan las regularidades determinadas por la regla de Ephraim-Fajans.
|    | Li           | Na           | K            | Rb   | Cs             |
| -- | ------------ | ------------ | ------------ | ---- | -------------- |
| F  | 0,11         | 1,06         | 15,9 (2·H2O) | 12,7 | 24,2 (1,5·H2O) |
| Cl | 18,5 (1·H2O) | 6,14         | 4,6          | 7,34 | 10,9           |
| Br | 19,7 (2·H2O  | 8,6 (2·H2O)  | 5,6          | 6,4  | 5,8            |
| I  | 12,1 (3·H2O  | 11,9 (1·H2O) | 8,35         | 7,2  | 2,9            |

En la tabla se observa que en los haluros de cationes de pequeño radio (Li+ y Na+) el mínimo de solubilidad se da en los fluoruros y crece al aumentar el radio del anión. En haluros de aniones voluminosos, tales como los ioduros, las sales menos solubles son las de los cationes también voluminosos (Rb+ y Cs+). De esta manera la solubilidad de los haluros de cesio sigue el orden inverso a las de litio.

## Justificación analítica
La  tendencia a solubilizarse de una sal está relacionada con la energía de la red cristaliza de la sal. Esta se relaciona con la energía de ionización de los iones (ΔHUo) y la de hidratación o disolución en un disolvente (ΔHLo= ΔHL+o+ ΔHL-o, suma correspondiente a la solvatación del catión y anión, respectivamente.) La entalpía total de disolución (ΔsolHo)  será la correspondiente a la suma de ambos procesos:
ΔsolHo =(ΔHL+o+ ΔHL-o)+ΔHUo
Un modelo aproximado, basado en la teoría electrostática, consiste en suponer que los iones se comportan como esferas cargadas de radio {\displaystyle r} y carga {\displaystyle Z}, que pasan del vacío a un medio dieléctrico con constante dieléctrica {\displaystyle \varepsilon _{r}}. Mediante el desarrollo de este modelo y empleando el modelo de Born-Landé, se llega a una expresión de la siguiente manera:

{\displaystyle \Delta _{\rm {sol}}H^{\rm {o}}=-N_{\rm {A}}\left({\frac {Z_{+}^{2}e^{2}}{2r_{+}}}+{\frac {Z_{-}^{2}e^{2}}{2r_{-}}}\right)\left(1-{\frac {1}{\varepsilon _{r}}}\right)+{\frac {N_{\rm {A}}AZ_{+}Z_{-}e^{2}}{r_{+}+r_{-}}}\left(1-{\frac {1}{n}}\right)}

donde:
- {\displaystyle N_{\rm {A}}} es el número de Avogadro,
- {\displaystyle e} la carga del electrón, y
- {\displaystyle n} en coeficiente de Born (en honor a Max Born, 1882-1970).
- {\displaystyle A} es la constante de Madelung (en honor a Erwin Madelung).

El primer sumando (ΔHLo) es negativo y el segundo ((ΔHUo) positivo. La sales solubles liberan mucho calor (ΔHLo es muy negativo). Según esta ecuación las sales serán poco solubles con valores absolutos bajos del primer sumando y altos del segundo. Estudiando el primer término se puede observar que para sales con la misma carga neta, el valor del primer término tendrá un mínimo valor absoluto mínimo cuando r+ = r–, lo cual justifica la regla empírica de Ephraim-Fajans.